# Колесников Віктор Антонович
Віктор Антонович Колесников (нар. 12 жовтня 1923, Рутченкове, Донецька губернія, Українська РСР, СРСР — пом. 12 грудня 1986, Донецька область, Українська РСР, СРСР) — український радянський футболіст, нападник. Майстер спорту.

## Біографія
Учасник Німецько-радянської війни. У перші повоєнні роки виступав за команди другого дивізіону ОБО (Свердловськ), «Шахтар» (Сталіно) і ОБО (Київ).
5 серпня 1948 року вийшов в основі найсильнішого радянського клубу того часу — ЦБЧА (замість Валентина Ніколаєва). У грі проти мінського «Динамо», його партнерами по лінії нападу були Олексій Гринін, Григорій Федотов, В'ячеслав Соловйов і Володимир Дьомін. Віктор Колесников, на 18-й хвилині, забив перший м'яч у матчі, а в підсумку — перемога його команди з рахунком 4:1.
Чотири наступних сезони захищав кольори «Шахтаря». На другий рік став найрезультативнішим гравцем клубу (12 голів), а 1951 року — бронзовим медалістом чемпіонату СРСР. Всього за п'ять сезонів в елітній лізі радянського футболу провів 109 матчів, забив 23 голи.  
Помер 12 грудня 1986 року. Похований на кладовищі селища Новотроїцького Волноваського району Донецької області.
2013 року, в донецькому парку ім. Щербакова, була відкрита березова алея пам'яті колишніх гравців «Стахановця» і «Шахтаря», які воювали на фронтах Німецько-радянської війни 1941—1945 років. На меморіальній дошці зазначені імена 32 футболістів-фронтовиків, у тому числі і Віктора Антоновича Колесникова.

## Досягнення
- Бронзовий призер чемпіонату СРСР (1): 1951